# Jihokavkazský plynovod
Jihokavkazský plynovod, též známý jako Plynovod Baku–Tbilisi–Erzurum, Plynovod BTE nebo Plynovod Šah Deniz, je plynovod z Pole Šach Deniz v ázerbájdžánském sektoru Kaspického moře do Turecka. Jeho trasa vede paralelně s ropovodem Baku–Tbilisi–Ceyhan.

## Historie
Výstavba byla zahájena v roce 2003, ke zprovoznění došlo 21. května 2006. Potrubí je položeno 1 metr pod zemí a dimenzováno pro začátek na 7 miliard kubických metrů ročně. Později má dojít ke zdvojnásobení kapacity.
Plyn pochází hlavně z plynového pole Šah Deniz a jiných ázerbájdžánských polí v Kaspickém moři.

## Návaznost
Jihokavkazský plynovod má být od roku 2019 napojen na Transanatolský plynovod (TANAP), který má dopravit plyn do Evropy. Z Řecka má dála pokračovat plánovaným Transjadranským plynovodem (TAP) v jižním směru do Itálie. V severním směru byl původně plánován jako prodloužení plynovodu Nabucco. Kvůli malé poptávce a konkurenci South Streamu byl projekt Nabucco sice zastaven, ale po zastavení výstavby plynovodu South Stream byla myšlenka realizace obnovena.